# Nand Prayag
Nand Prayag (ook wel gespeld als Nandaprayag) is een nagar panchayat (plaats) in het district Chamoli van de Indiase staat Uttarakhand. 

## Demografie
Volgens de Indiase volkstelling van 2001 wonen er 1.433 mensen in Nand Prayag, waarvan 56% mannelijk en 44% vrouwelijk is. De plaats heeft een alfabetiseringsgraad van 70%. 